# Сикс-Нейшенс
Сикс-Нейшенс (англ. Six Nations), также Сикс-Нейшенс 40 — индейская резервация, расположенная в южной части провинции Онтарио, Канада. Является единственной резервацией в Северной Америке, в которой проживают представители всех шести племён, входящих в Конфедерацию ирокезов.

## Племена
Сикс-Нейшенс — самая густонаселённая индейская резервация Канады. По состоянию на декабрь 2013 года насчитывалось 25 660 участников сообщества, из которых 12 271 жили в резервации. Население состоит из следующих групп:
- бэрфут-онондага
- верхние кайюга
- верхние мохоки
- делавары
- клир-скай-онондага
- конадаха-сенека
- мохоки залива Куинте
- нижние кайюга
- нижние мохоки
- нихарондаса-сенека
- онайда
- тускарора
- уокер-мохоки

## История
Во время войны за независимость США мохоки, онондага, сенека и кайюга были в союзе с англичанами против американских колонистов. Некоторые воины онайда и тускарора также вступили в союз с ними, поскольку война была очень децентрализованной. Эти народы имели давние торговые отношения с Британией и надеялись, что они смогут остановить европейско-американское вторжение на их территории.
После победы колонистов британское правительство уступило многие свои территории в колониях новому американскому правительству по мирному договору, включая земли, принадлежащие ирокезам, при этом, не консультируясь с ними и не делая их участниками переговоров. Британия стала переселять местных лоялистов в Канаду и предоставлять им компенсации за земли, потерянные во вновь образованных Соединённых Штатах. Британцы надеялись использовать этих новых поселенцев, как индейцев, так и евроамериканцев, для развития сельского хозяйства и городов в районах к западу от Квебека, на территории, позже известной как Верхняя Канада.
Земли, предоставленные ирокезам, находились вблизи важных канадских военных постов и располагались вдоль границы, чтобы предотвратить любое американское вторжение.  Они получали помощь в создании школ и церквей, а также в приобретении сельскохозяйственного инвентаря и других предметов первой необходимости. В первые годы пребывания на границе условия были чрезвычайно тяжелыми, так как правительство не предоставляло достаточного количества припасов или помощи индейцам. В 1795 году вожди резервации уполномочили Джозефа Бранта продать большие участки земли в северной части, которые в то время индейцы не использовали. Между 1795 и 1797 годами Джозеф Брант продал 1 543,8 км2 резервации земельным спекулянтам. Имущество, составляющее северную половину Сикс-Нейшенс, было продано за 85 332 фунтов стерлингов.

## География
Резервация располагается на юге Онтарио вдоль реки Гранд-Ривер и состоит из двух несмежных участков — Сикс-Нейшенс 40 (182,78 км²) и Глебе-Фарм (0,41 км²). Общая площадь резервации составляет 183,19 км², что составляет лишь около 5 % от её первоначальной площади.
Административным центром Сикс-Нейшенс является сельская община Осуэкен.

## Демография
Перепись 1785 года зафиксировала в резервации 1843 индейца, в том числе 1443 ирокезов — 548 мохоков, 281 кайюга, 262 онайда, 145 онондага, 109 тускарора и 98 сенека. 400 человек представляли другие племена, включая делаваров, нантикоков, тутело, чероки и криков. Афроамериканские рабы также были доставлены в Сикс-Нейшенс Джозефом Брантом. С 1830-х по 1860-е годы многие беглые рабы, сбежавшие по Подземной железной дороге, были приняты и ассимилированы населением резервации. Наряду с афроамериканцами, которые в основном поселились в районе Кейнсвилла, Джозеф Брант пригласил жить несколько англо-американских белых семей, в том числе, ветеранов добровольцев Бранта и рейнджеров Батлера из Нью-Йорка, которые сражались с ним во время войны. Чтобы побудить своих друзей-лоялистов поселиться там, Брант дал им большие гранты, чем правительство дало другим лоялистам в других районах Верхней Канады. Некоторые канадцы возражали против того, чтобы Брант предоставлял такие земельные гранты белым людям в резервации.
В 2019 году в резервации проживало 12 892 человека, а всего было зарегистрировано 27 559 членов общины Сикс-Нейшенс.